# ぴったりよ
『ぴったりよ』（西: Bien tirada está, 英: Well thrown is）は、フランシスコ・デ・ゴヤが1797年から1799年に制作した銅版画である。エッチング。80点の銅版画で構成された版画集《ロス・カプリーチョス》（Los Caprichos, 「気まぐれ」の意）の第17番として描かれた。《ロス・カプリーチョス》はゴヤの四大版画集の1つで、1799年に出版された初版は辛辣な社会批判を含んでいたため、おそらく異端審問所の圧力を受け、わずか27部を売っただけで販売中止となった。本作品は《ロス・カプリーチョス》において、売春を風刺したグループに属する作品で、身支度を整える売春婦を描いている。マドリードのプラド美術館に準備素描が所蔵されている。

## 作品

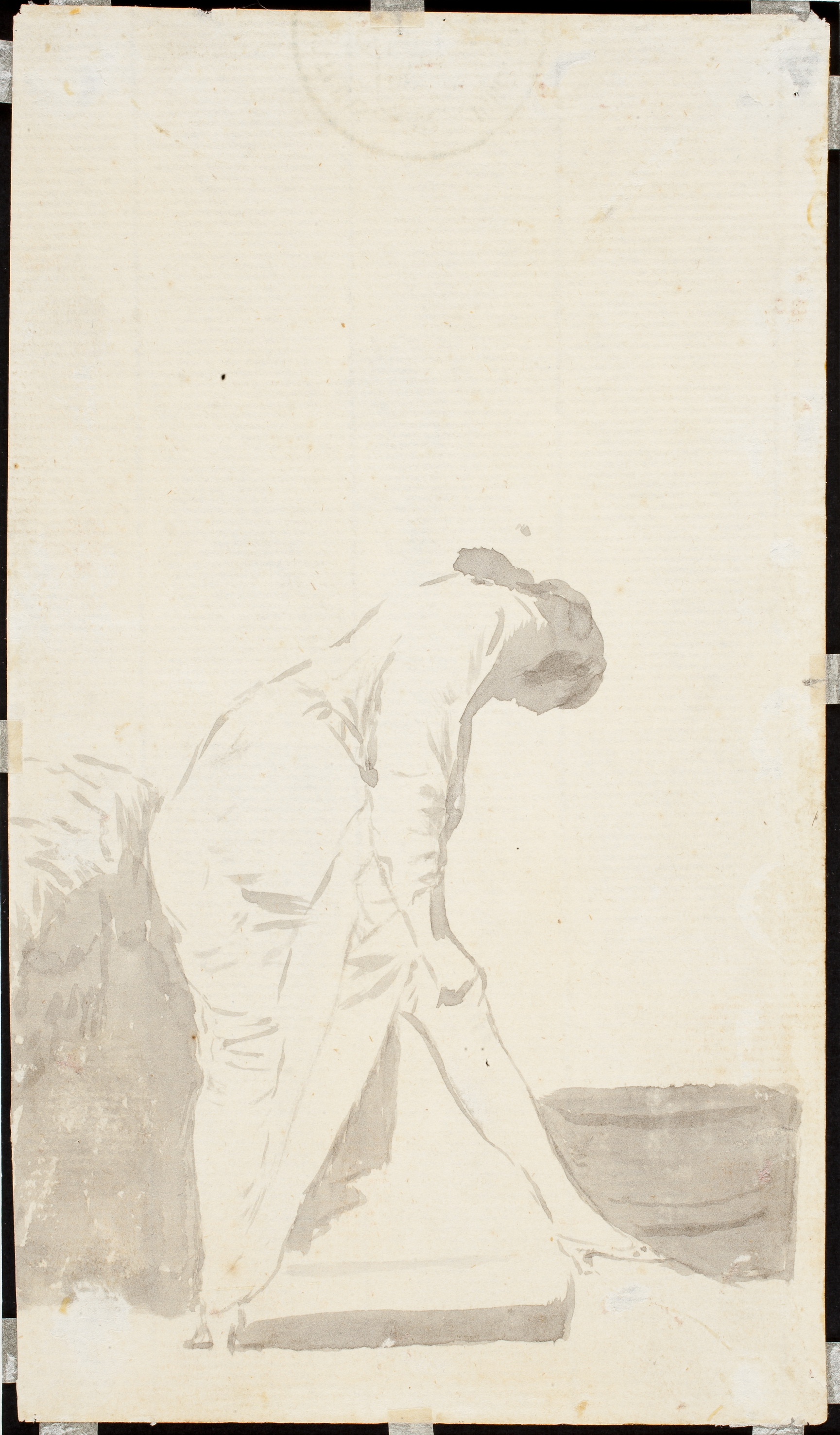
『素描帖A』より「ストッキングを引き上げる若い女」。プラド美術館所蔵。

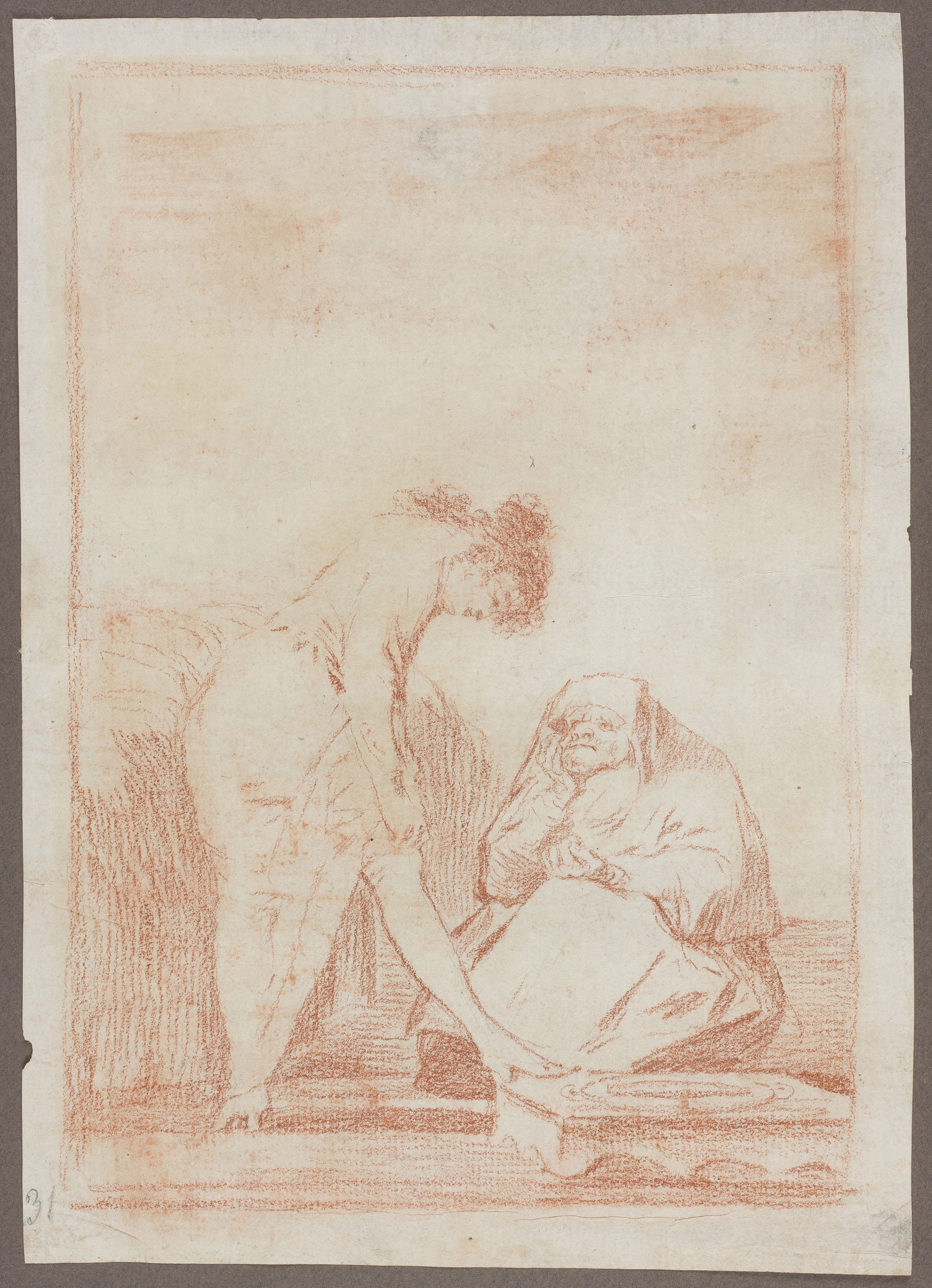
準備習作。同美術館所蔵。

若い売春婦はこれから男を相手に稼ぐために暗い室内で身支度を整えている。売春婦はベッドに寄りかかりながらストッキングに足を入れ、ヒールのある靴を履いたのち、一段高い火鉢に踵を乗せてドレスの裾を膝上までたくし上げ、ストッキングを引き上げている。画面のすぐ奥では遣り手婆が座り込み、片肘を突きながらその様子を眺めている。ここでゴヤは売春婦の蠱惑的なシーンを描くと同時に、若さと老い、美と醜を鮮やかに対比させている。
この作品において遣り手婆は売春婦の監督役として登場している。すなわち彼女は売春婦のストッキングが美しく見えるように指導しているのである。この点は手稿に記された註釈から明らかで、ロペス・デ・アラヤ（López de Ayala） の手稿では「売春婦ほど酷い女はいやしないよ。クーラおばさんはストッキングのはき方をよく知っていなさる」と記されている。プラド美術館所蔵の手稿では「クーラおばさんは馬鹿じゃないよ。あの人はストッキングが脚にぴったり合っているほうが良いことをちゃんと心得ていなさる」。スペイン国立図書館所蔵の手稿では「売春婦は美しい脚を見せびらかすためストッキングを引き上げているが、彼女ほど薄っぺらい人間はない」と記されている。
題名に使われているスペイン語の動詞「引く、引っ張る」（tirar）は他にも異なる意味があるため、ダブルミーニングの含みがある。各手稿のうち、スペイン国立図書館とアラヤの手稿ではこの単語が異なる意味で使用されている（tirar por los suelos、「地面の上を引き回す」などの意、転じて「けなす」「貶める」）。この場合、ゴヤは売春婦が自身を美しく見せようとする行為を表した単語を後者の意味で使用することで、若い女性が経済的に豊かになるための手段と化していた売春を批判し、売春が女性たちの尊厳を貶める行為であると主張している。
図像的には『素描帖A』の「ストッキングを引き上げる若い女」（Joven estirándose la media）に基づいている。準備素描ではストッキングを引き上げる女性像はほぼ踏襲されているが、この段階でかかとの下に火鉢が配置され、木製のたらいがあった場所には新たに遣り手婆が配置された。これにより女性の見せる親密さを表現した素描は明白な売春の暗示へと変化している。
本作品はおそらくシャルル・ボードレールの詩集『悪の華』（Les fleurs du mal）の「灯台」（Les Phares）に影響を与えた。ボードレールはこの詩の中でルーベンスからレンブラント、ゴヤ、ドラクロワに至る画家たちを取り上げ、その芸術的世界を詩的に歌っているが、その中で売春するために身支度を整えるゴヤの描いた女性像を取り上げている。

## 来歴
題名をペンで手書きした2種類の試し刷りが存在する。1つは粗雑に書かれ、もう1つは銅版画の文字を彫る彫版師のために丁寧にカリグラフィーで書かれている。どちらのバージョンでも銅版に転写された際に「está」のアクセントが消失しており、数回の試し刷りの後に誤りが判明して追加された。
プラド美術館所蔵の《ロス・カプリーチョス》の準備素描は、ゴヤの死後、息子フランシスコ・ハビエル・ゴヤ・イ・バエウ（Francisco Javier Goya y Bayeu）、孫のマリアーノ・デ・ゴヤ（Mariano de Goya）に相続された。スペイン女王イサベル2世の宮廷画家で、ゴヤの素描や版画の収集家であったバレンティン・カルデレラは、1861年頃にマリアーノから準備素描を入手した。1880年に所有者が死去すると、甥のマリアーノ・カルデレラ（Mariano Carderera）に相続され、1886年11月12日の王命によりプラド美術館が彼から購入した。

## ギャラリー
売春をテーマとする他の作品

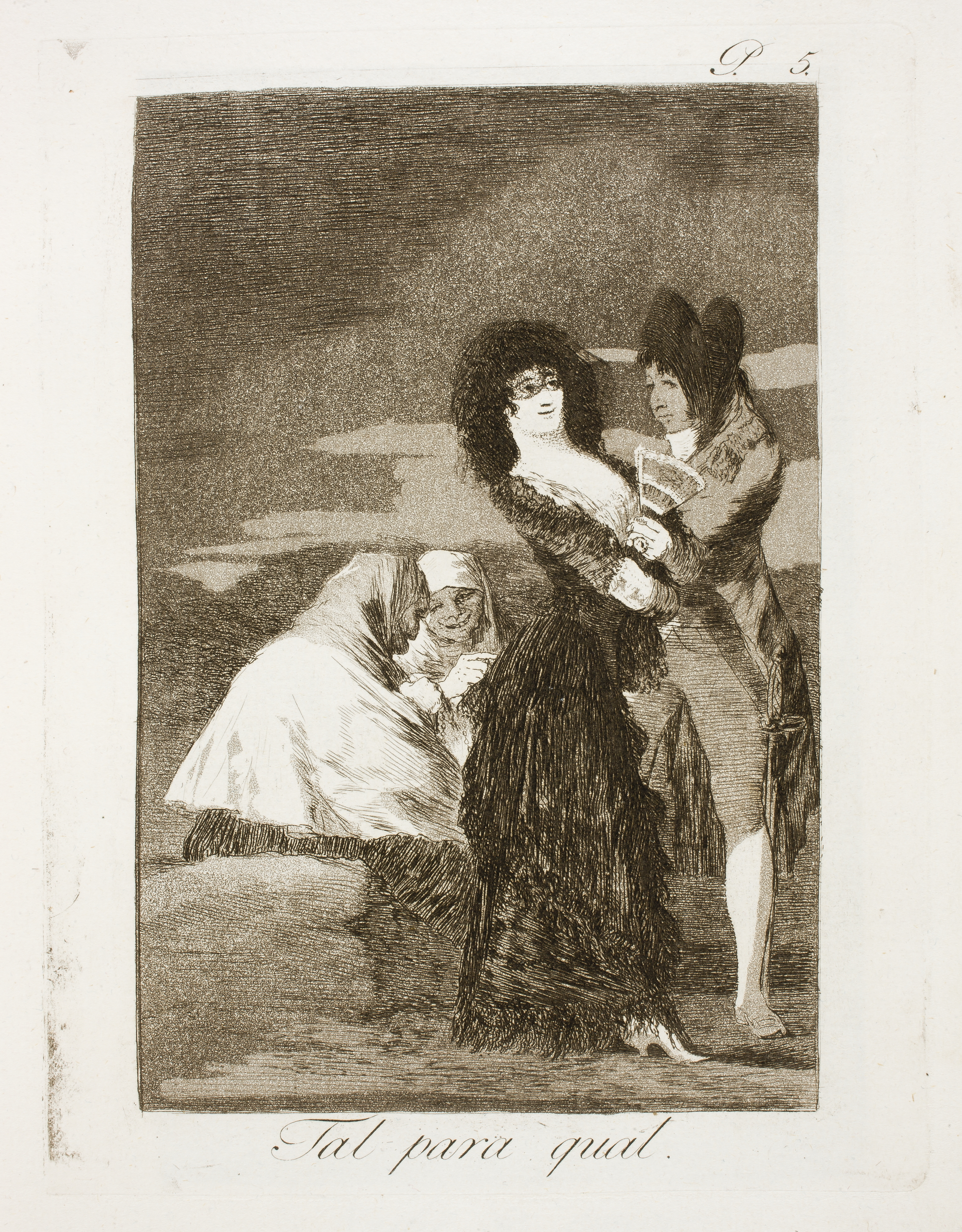
第5番「類は友を呼ぶ」
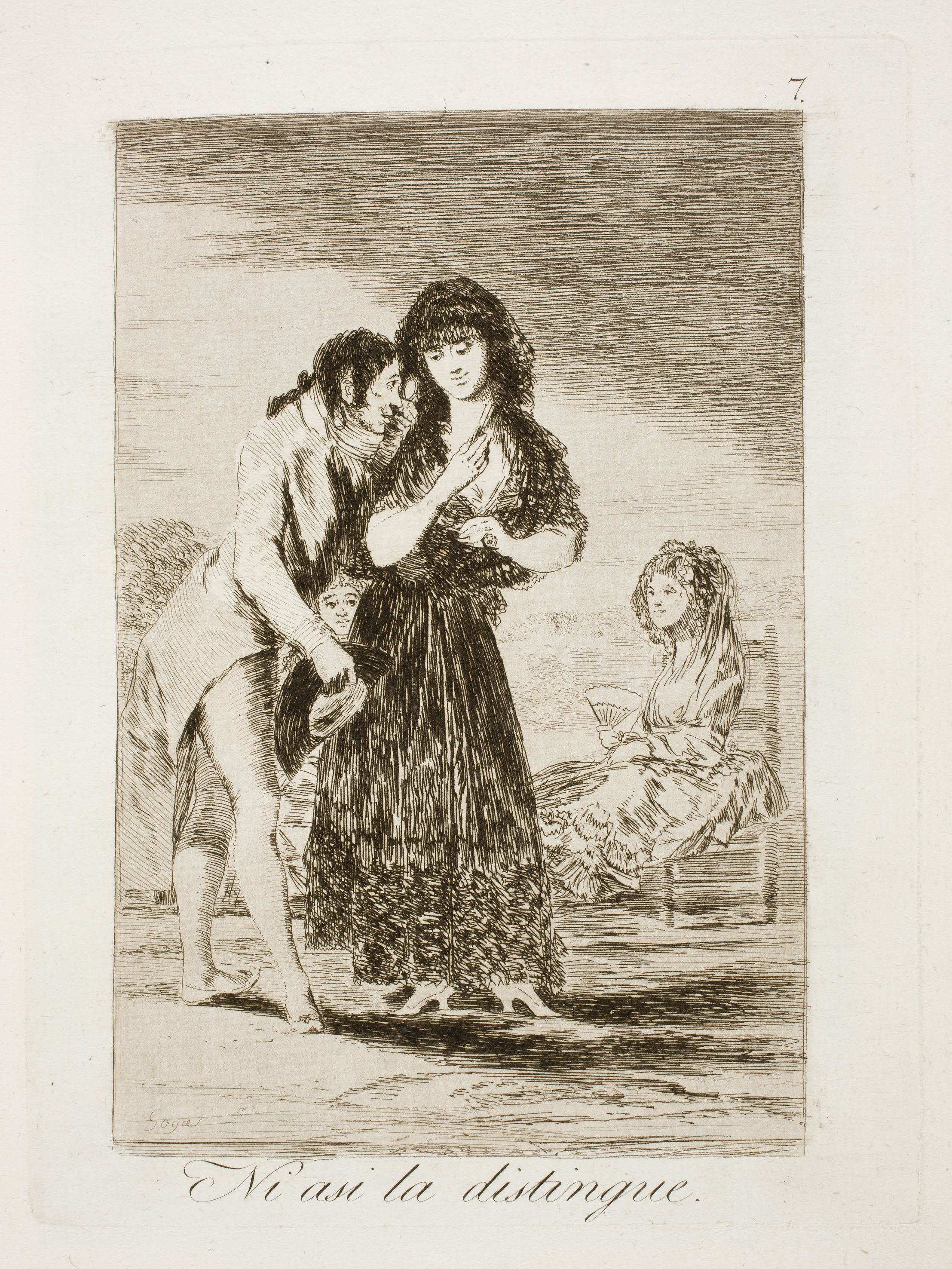
第7番「こんなにしても彼女が誰だか分からない」
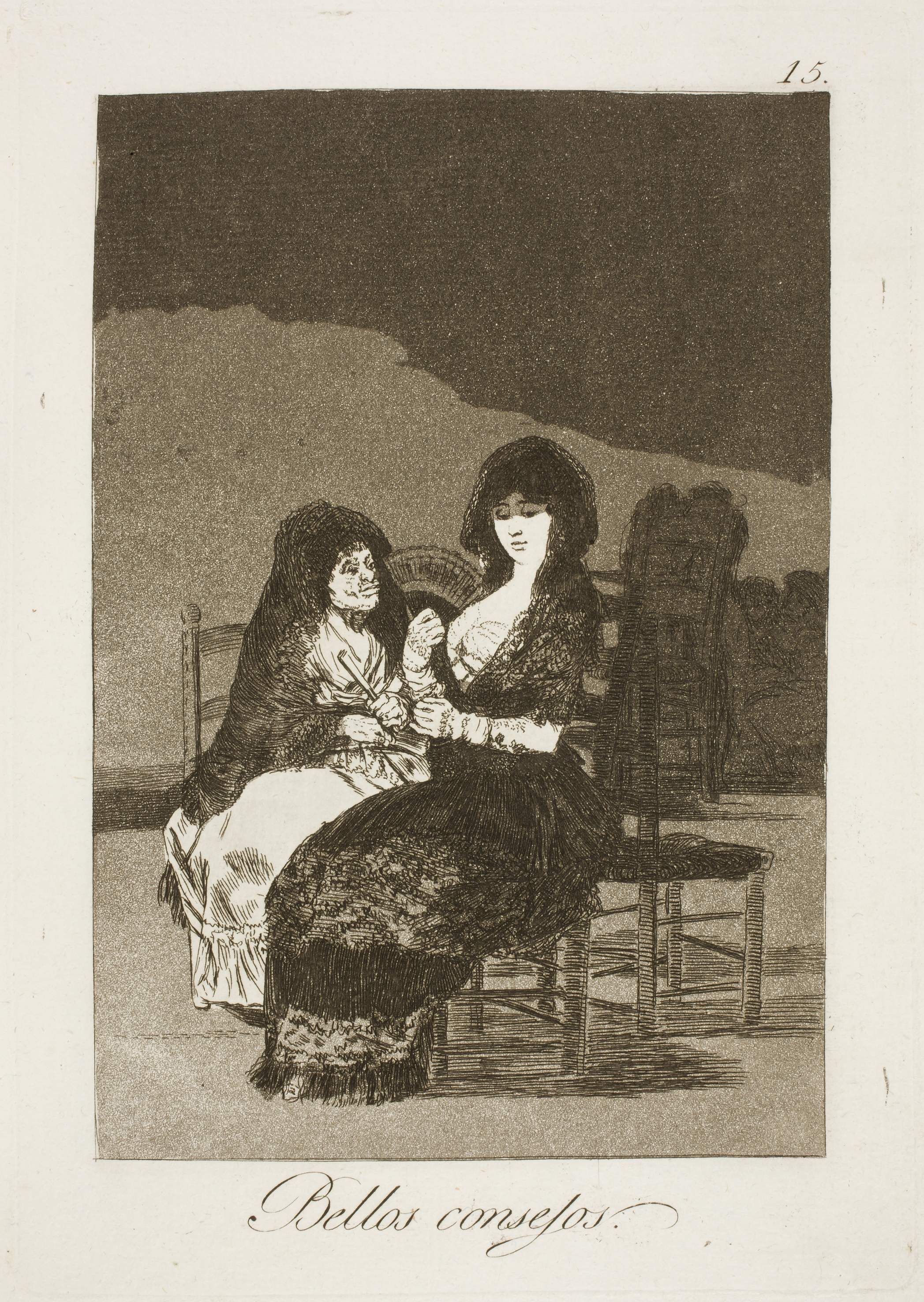
第15番「けっこうな忠告」
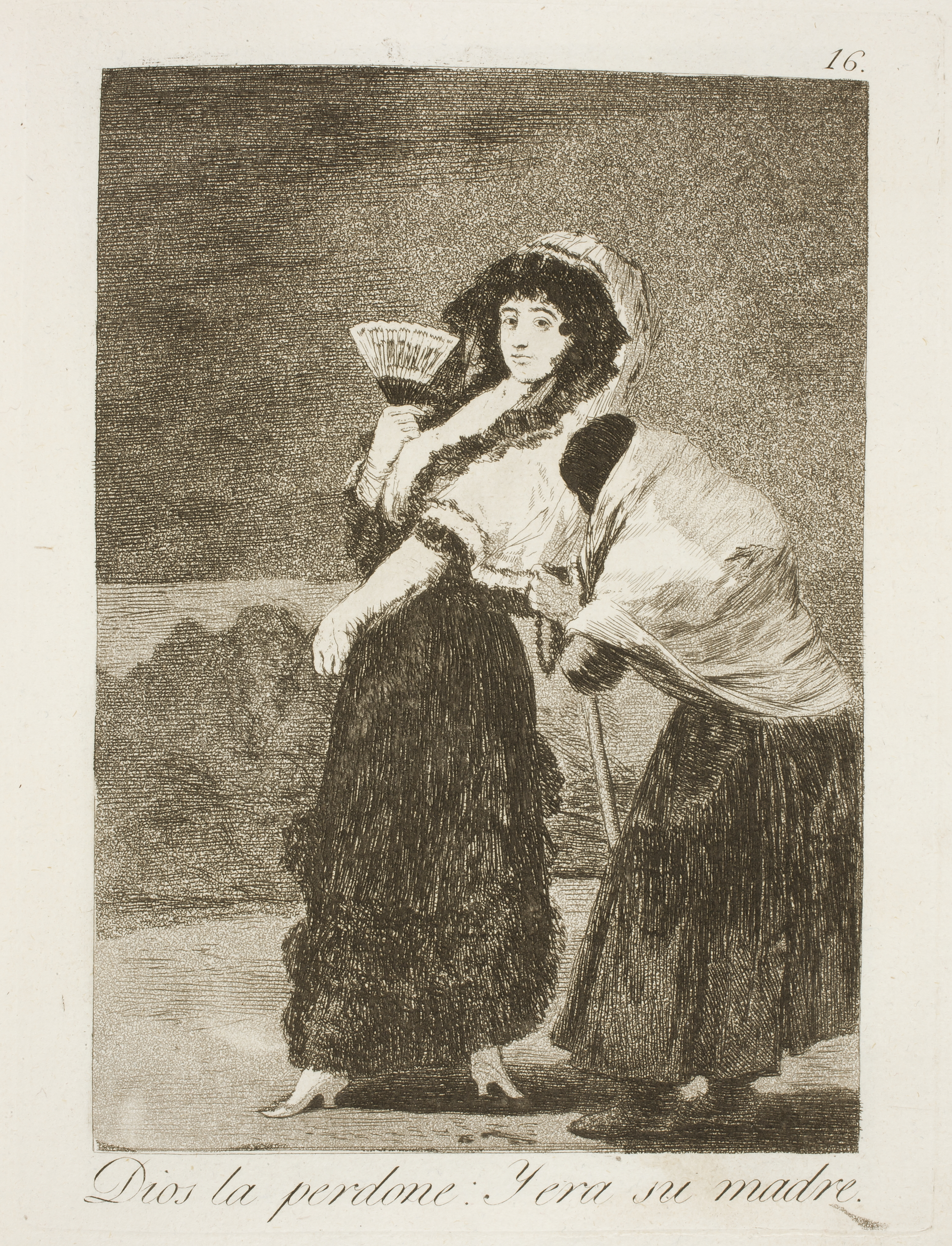
第16番「神よお赦し下さい、それが母親だったとは」
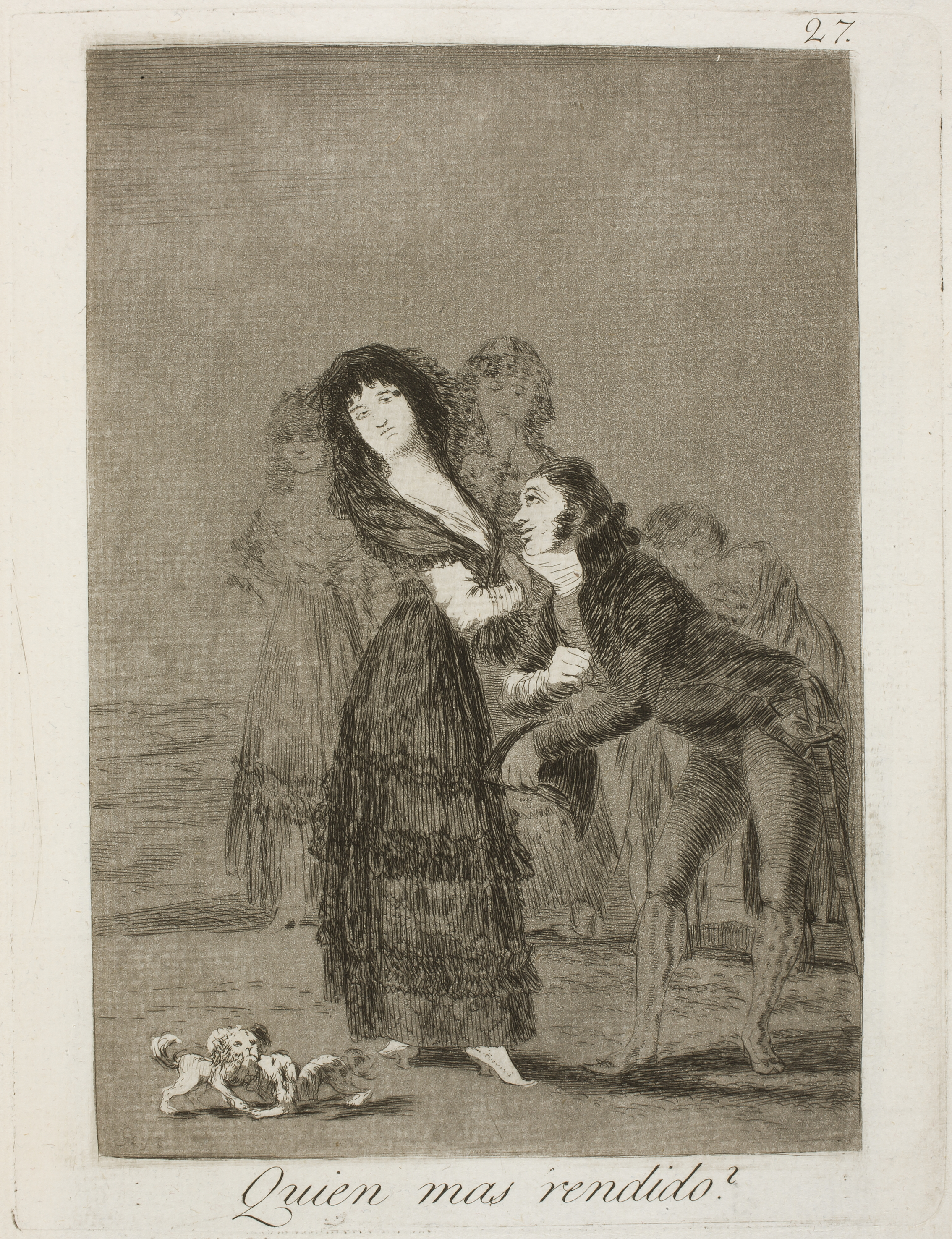
第27番「どちらの方が首ったけ」
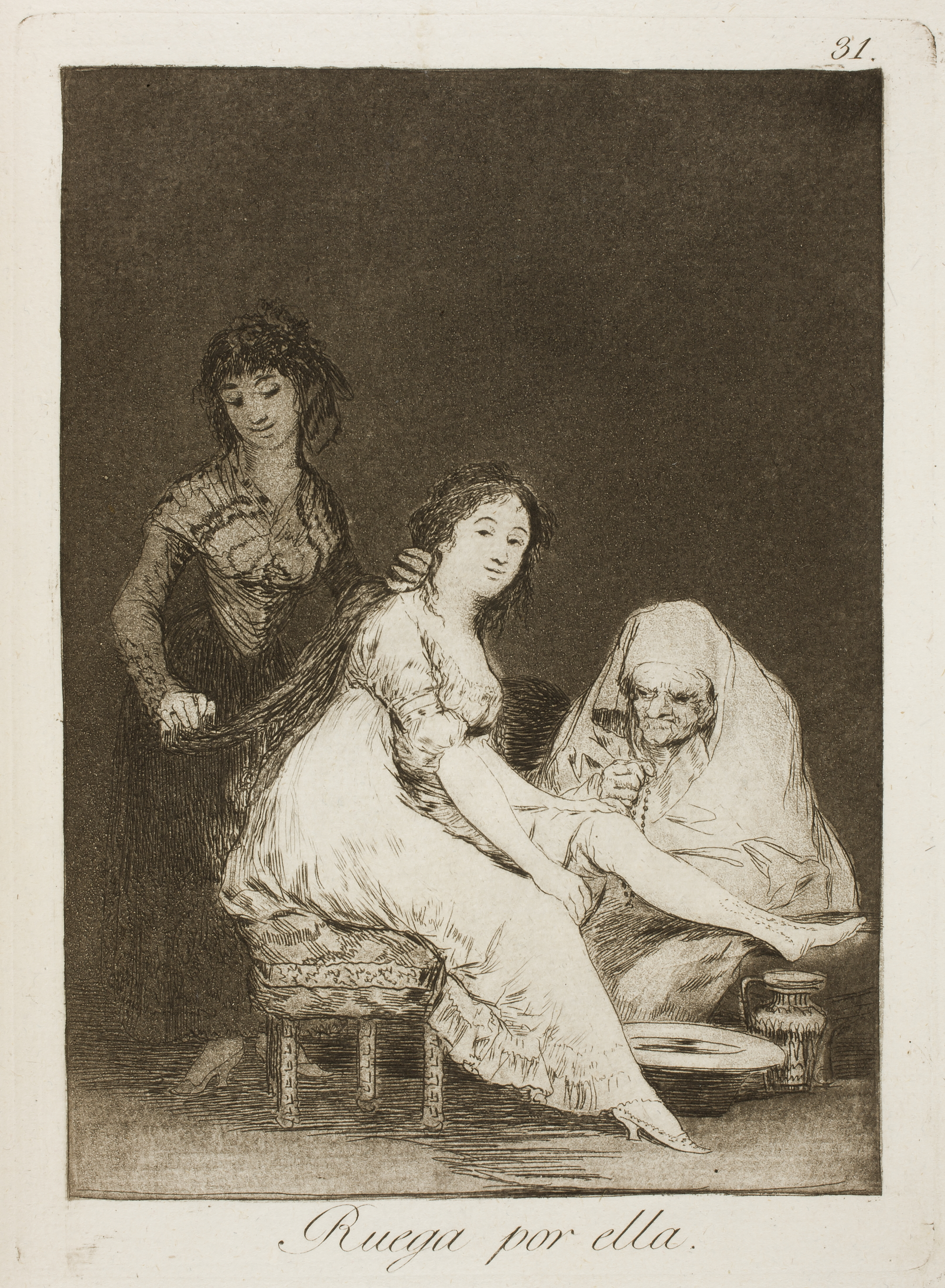
第31番「彼女のために祈っている」